# خانه شماره دو بادام تک
خانه شماره دو بادام تک؛ نام خانه‌ای تاریخی مربوط به دورهٔ قاجار است و در شهرستان عشق‌آباد، مجموعه بادام تک واقع شده و این اثر در تاریخ ۱۶ اسفند ۱۳۸۴ با شمارهٔ ثبت ۱۴۸۶۰ به‌عنوان یکی از آثار ملی ایران به ثبت رسیده است.